# Frederickson
Frederickson és una concentració de població designada pel cens dels Estats Units a l'estat de Washington. Segons el cens del 2000 tenia 5.758 habitants.

## Demografia
Segons el cens del 2000, Frederickson tenia 5.758 habitants, 1.877 habitatges, i 1.542 famílies. La densitat de població era de 305 habitants per km².
Dels 1.877 habitatges en un 46,1% hi vivien nens de menys de 18 anys, en un 69% hi vivien parelles casades, en un 8,6% dones solteres, i en un 17,8% no eren unitats familiars. En el 12,8% dels habitatges hi vivien persones soles el 3,8% de les quals corresponia a persones de 65 anys o més que vivien soles. El nombre mitjà de persones vivint en cada habitatge era de 3,03 i el nombre mitjà de persones que vivien en cada família era de 3,28.
Per edats la població es repartia de la següent manera: un 31,1% tenia menys de 18 anys, un 7,1% entre 18 i 24, un 35,2% entre 25 i 44, un 20% de 45 a 60 i un 6,7% 65 anys o més.
L'edat mediana era de 32 anys. Per cada 100 dones de 18 o més anys hi havia 107,1 homes.
La renda mediana per habitatge era de 56.862 $ i la renda mediana per família de 57.060 $. Els homes tenien una renda mediana de 41.439 $ mentre que les dones 28.690 $. La renda per capita de la població era de 19.385 $. Aproximadament el 5,8% de les famílies i el 7,4% de la població estaven per davall del llindar de pobresa.

## Poblacions més properes
El següent diagrama mostra les poblacions més properes.